# Demonax sagittarius
Demonax sagittarius là một loài bọ cánh cứng trong họ Cerambycidae.